# 胡传揆
胡传揆（1901年—1986年），字子方，湖北江陵人，中国医学教育家、皮肤性病学家，曾任中华医学会副会长。

## 生平
1927年毕业于北京协和医学院。获得纽约州立大学医学博士学位。毕业后留校，任协和医院皮肤花柳科住院医师、助教、讲师、副教授、代理主任等职。1932年和1393年，两度赴美进修。1945年，聘为新创建的北京大学医学院皮肤花柳科主任教授，半年后兼任附属医院院长。1948年任医学院院长。
1953年，当选中华医学会副会长。历任第四、五、六届全国政协委员。

## 著作
- 《实用性病学》